# Pomnik ofiar egzekucji niemieckich dokonywanych w Lasach Kawęczyna
Pomnik ofiar egzekucji niemieckich dokonywanych w Lasach Kawęczyna – pomnik a zarazem symboliczna mogiła ofiar terroru hitlerowskiego z lat 1939–1944. Znajduje się w Rembertowie w lesie między ul. Żołnierską i ul. Chełmżyńską.
Przypuszczalnie już wiosną 1940 r. hitlerowcy zaczęli wykorzystywać wyrobiska piasku w kawęczyńskim lasach do pochówków ofiar terroru. Z zachowanych dokumentów i relacji wynika, że w latach 1940-1944 w Kawęczynie rozstrzelano co najmniej kilkadziesiąt osób. Wśród pomordowanych znaleźli się m.in. harcerze "Zawiszacy" oraz major artylerii i oficer Armii Krajowej, inżynier Roman Węgrowicz (zamordowany w maju 1944), ojciec Lucjana Węgrowicza.
Jesienią 1944 r. przeprowadzono częściową ekshumację, a wydobyte ciała ofiar pogrzebano na cmentarzu parafialnym, gdzie spoczywają do dziś.

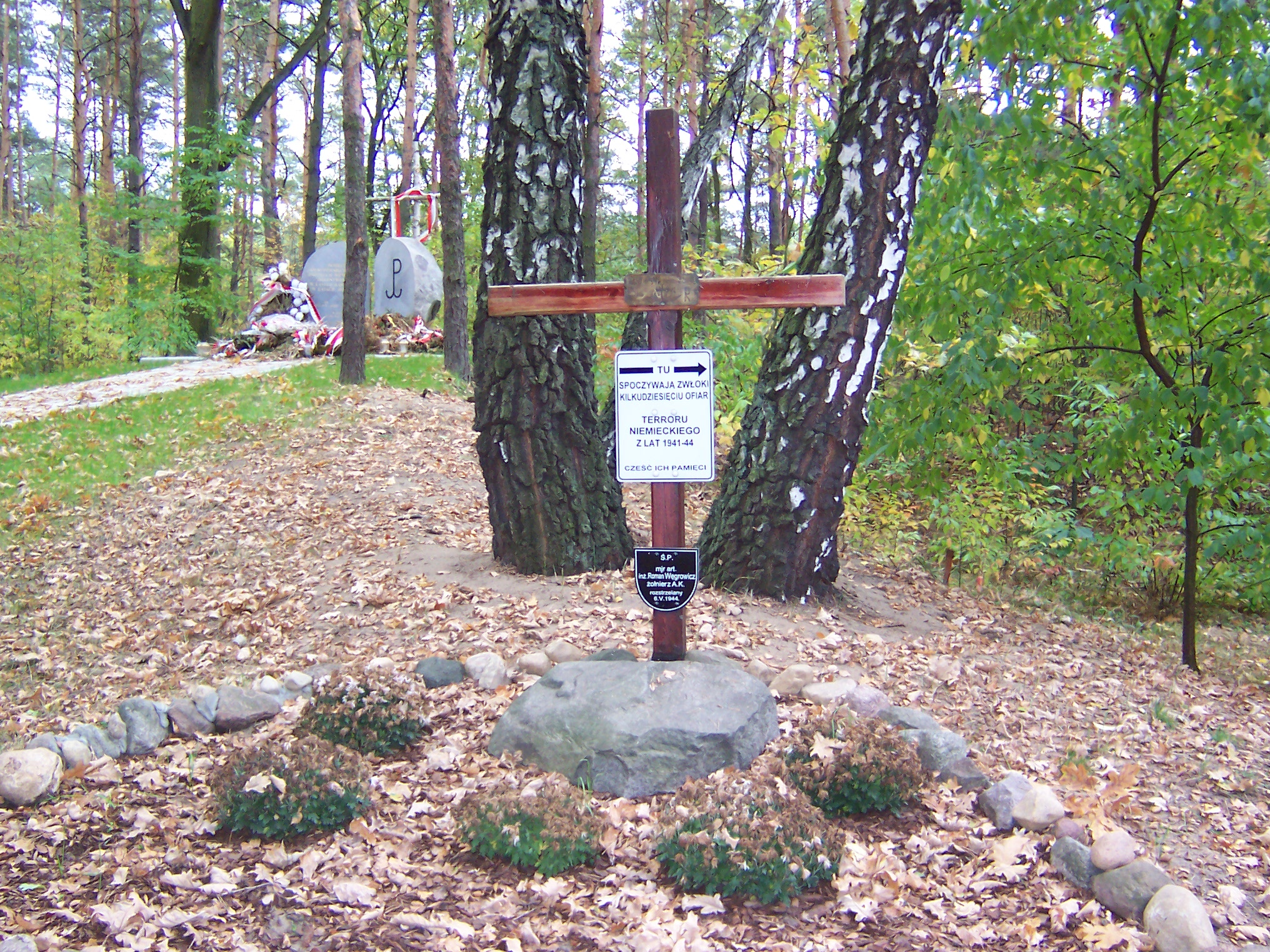
Krzyż wskazujący miejsce egzekucji

Dzięki staraniom profesora Lucjana Węgrowicza w 1995 na wyrobisku stanął krzyż upamiętniający tamte wydarzenia. Pomnik (kamień w kształcie serca) został odsłonięty 2 września 2005. Opiekę nad nim powierzono zespołowi szkół nr 74 z ul. Niepołomickiej 26.